# Minh Ý Vương hậu
Minh Ý Vương hậu Liễu thị (명의왕후 유씨; ? – 1112) là vương hậu duy nhất của Cao Ly Túc Tông, sinh mẫu của Cao Ly Duệ Tông. Bà là con gái của Thị trung Liễu Hồng.
Không rõ thời gian bà nhập cung, phong hiệu Minh Phúc Cung chủ (明福宮主), sau đổi thành Diên Đức Cung chủ (延德宮主). Năm 1099 bà được thăng vị Vương hậu. Duệ Tông lên ngôi phong cho bà làm Vương thái hậu, ngự ở cung Thiên Hòa (天和).
Liễu thái hậu qua đời năm 1112, được truy thụy là Nhu Gia Quang Huệ Minh Ý Vương hậu (柔嘉光惠明懿王后), táng tại Sùng lăng (崇陵).

## Hậu duệ

#### Vương tử
1. Cao Ly Duệ Tông Vương Vũ (고려 예종 왕우; 1079 – 1122).
2. Thượng Đảng hầu Vương Tất (상당후 왕필; ? – 1099). Thụy Thuận Thương (順殤).
3. Viên Minh Quốc Sư Trừng Nghiễm (원명국사 징엄; 1090 – 1141), xuất gia.
4. Đới Phương công Vương Phụ (대방공 왕보; ? – 1128). Thụy Lương Giản (良簡). Con trai là Vương Du (왕유), lấy con gái của Thông Nghĩa hầu Vương Kiều.
5. Đại Nguyên công Vương Hiểu (대원공 왕효; 1093 – 1161 ? hoặc 1093 – 1170 ?). Có một con trai tên Vương Giam (왕감), tập phong Giang Mục công.
6. Tề An công Vương Tư (제안공 왕서; ? – 1131). Thụy Tư Tiết (思節). Có con trai là Vương Chương (왕장).
7. Thông Nghĩa hầu Vương Kiều (통의후 왕교; 1097 – 1119). Thụy Anh Chương (英章). Có con gái lấy Vương Du, con trai Đới Phương công Vương Phụ.

#### Vương nữ
1. Đại Ninh Công chúa (대령공주; ? – 1114), lấy Hoài An bá Vương Nghi (회안백 왕기)[1]. Thụy Trinh Mục (貞穆).
2. Hưng Thọ Công chúa (흥수공주; ? – 1123), lấy Thừa Hóa bá Vương Trinh (한남백 왕기)[2].
3. An Thọ Công chúa (안수공주), lấy Quảng Bình công Vương Nguyên (안평공 왕경)[3].
4. Phúc Ninh Công chúa (복녕공주; 1096 – 1133), lấy Tấn Khang bá Vương Diễn (진강백 왕연)[4]. Thụy Trinh Giản (貞簡).